# Rezerwat przyrody Imielty Ług

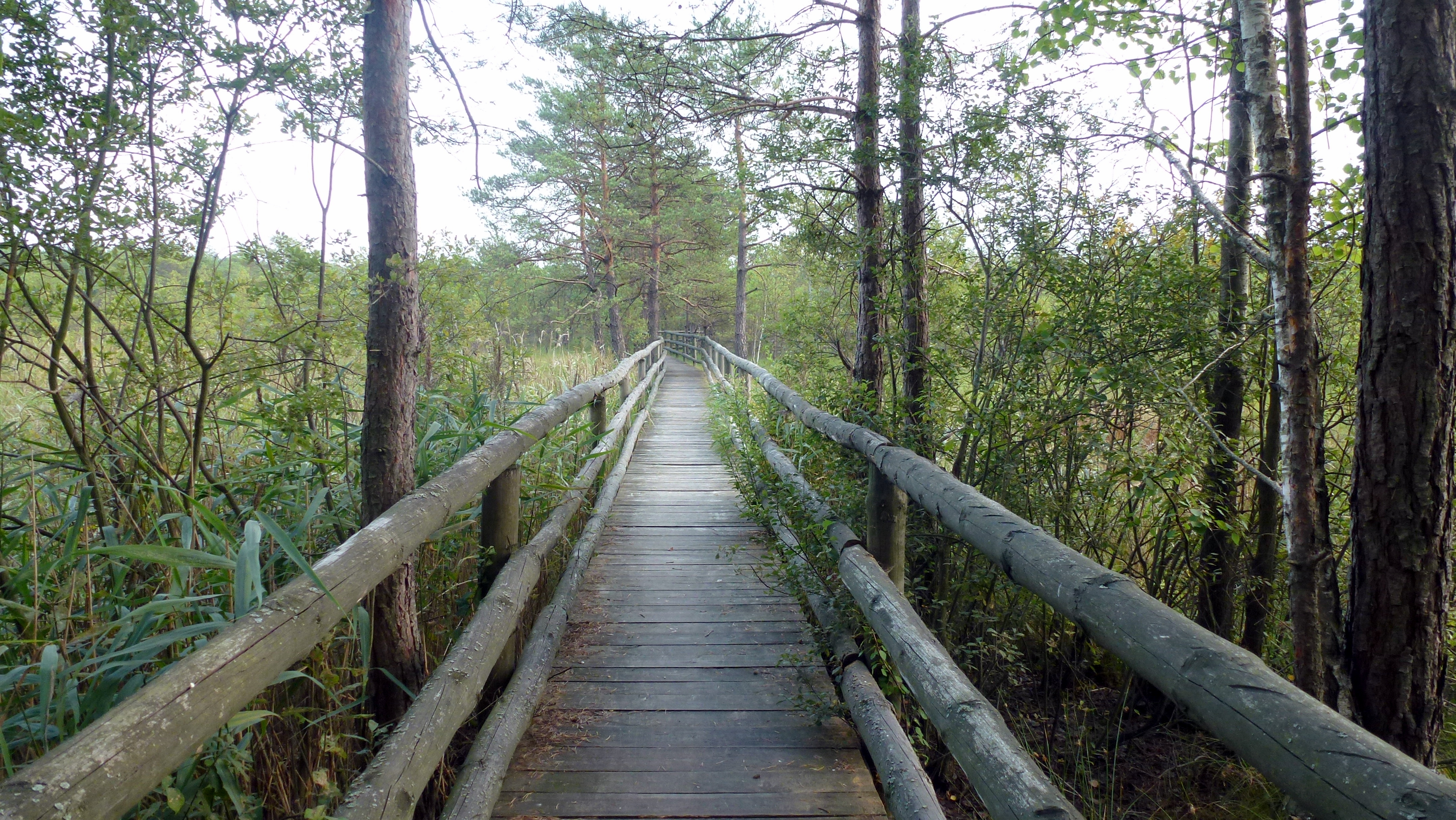
Kładka w rezerwacie Imielty Ług

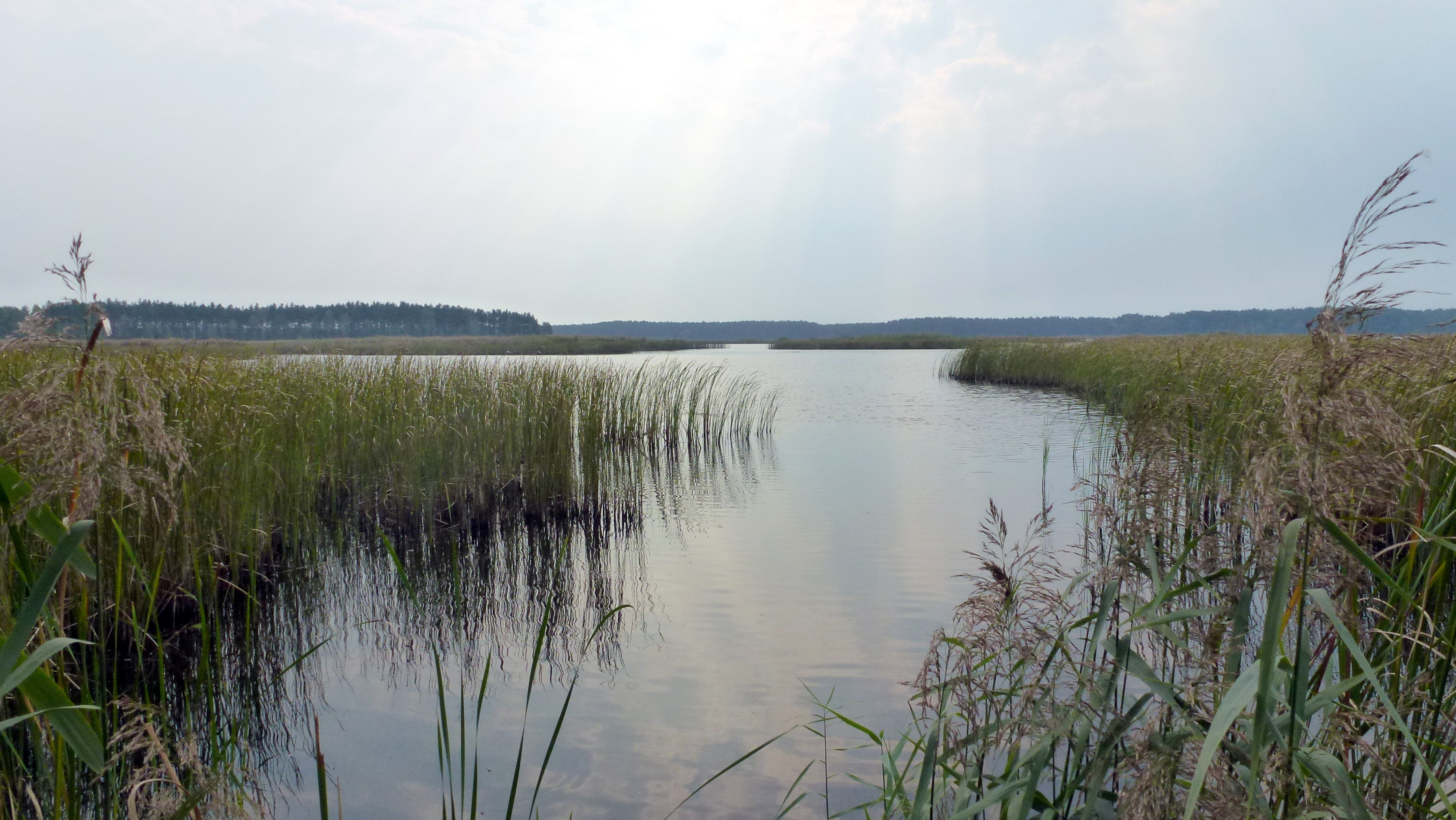
Widok na jezioro Imielty Ług

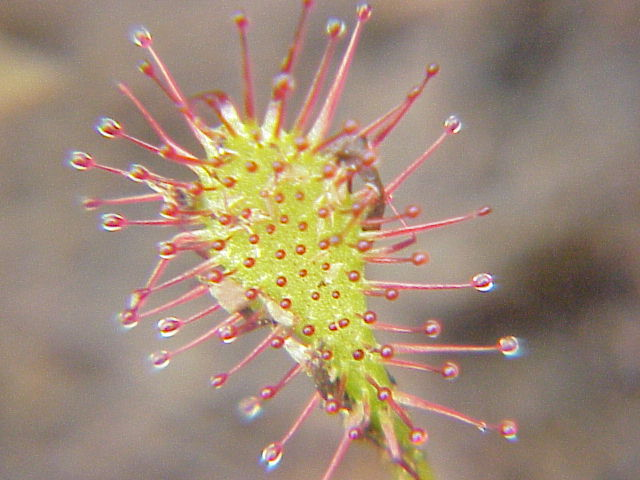
Rosiczka

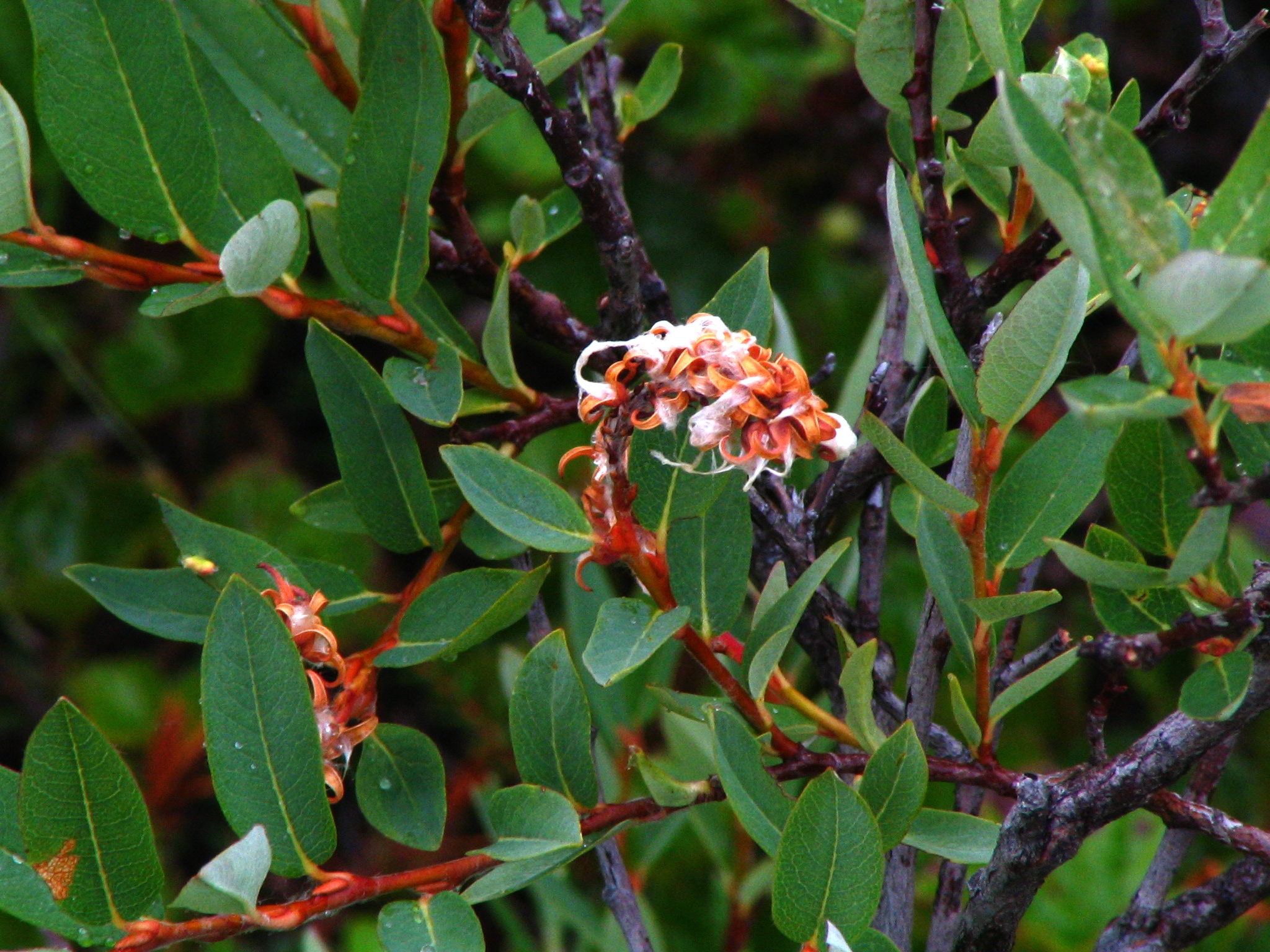
Wierzba borówkolistna

Rezerwat przyrody Imielty Ług – rezerwat przyrody znajdujący się na terenie Parku Krajobrazowego Lasy Janowskie w gminach Modliborzyce i Janów Lubelski w powiecie janowskim w województwie lubelskim oraz w gminie Pysznica w województwie podkarpackim.
numer według rejestru wojewódzkiego – 32
powierzchnia według aktu powołującego – 737,79 ha
dokument powołujący – M.P. z 1988 r. nr 5, poz. 48
rodzaj rezerwatu – torfowiskowy
przedmiot ochrony (według aktu powołującego) – charakterystyczne dla Puszczy Solskiej obszary rozległych bagien, zarastających zbiorników wodnych z rzadką i chronioną roślinnością, stanowiących ostoję ptactwa
Na terenie rezerwatu utworzono ścieżkę edukacyjną o długości około 2 km.

## Flora
- wawrzynek wilczełyko
- widłak spłaszczony
- widłak torfowy
- widłak goździsty
- widłak wroniec
- wierzba borówkolistna
- wierzba lapońska
- mącznica lekarska
- bluszcz pospolity
- grążel żółty
- rosiczka pośrednia
- rosiczka długolistna
- rosiczka okrągłolistna
- gnieźnik leśny
- gnieźnik żebrowiec
- grzybień biały

## Fauna – ryby
- karaś
- lin
- okoń
- piskorz
- ciernik
- różanka

## Fauna – płazy
- traszka
- grzebiuszka ziemna
- żaba trawna
- żaba śmieszka
- żaba wodna
- żaba jeziorkowa
- ropucha paskówka
- ropucha szara
- ropucha zielona
- rzekotka drzewna
- kumak nizinny

## Fauna – gady
- jaszczurka zwinka
- jaszczurka żyworódka
- padalec
- zaskroniec
- żmija zygzakowata

## Fauna – ptaki
- żuraw
- orzeł bielik
- kaczka krzyżówka
- jastrząb
- rybołów

## Fauna – ssaki
- ryjówka
- nornica
- badylarka
- orzesznica
- karczownik ziemnowodny
- piżmak
- łoś
- wilk szary
- lis
- dzik
- sarna
- jeleń
- borsuk
- kuna